# Alpský val

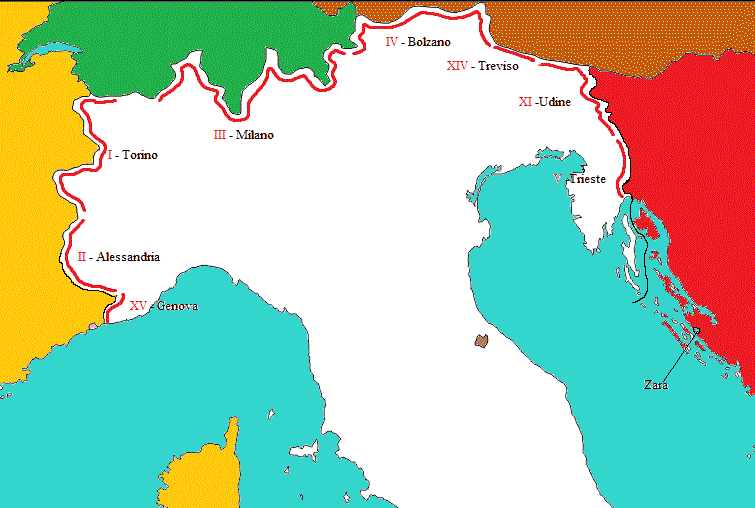
Alpský val v roce 1940 (červená linka)

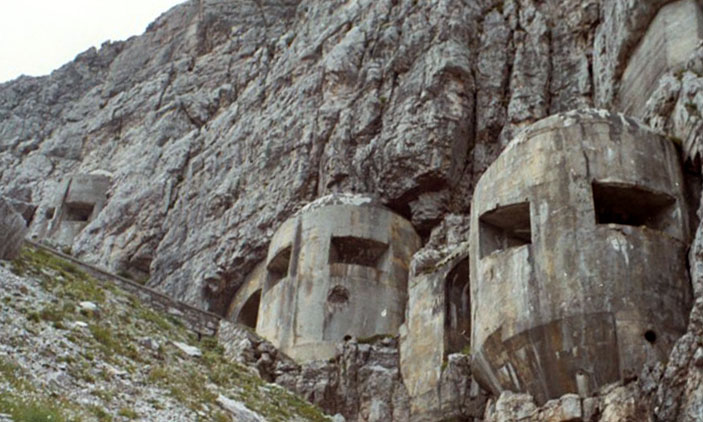
Vchodové objekty jedné z největších italských tvrzí – dělostřelecké tvrze č. 10 v průsmyku Monte Croce di Comelico

Alpský val (Vallo Alpino) je systém stálých opevnění vybudovaných v Itálii v letech 1930–1942, který patří mezi nejrozsáhlejší pevnostní systémy 20. století, jako jsou francouzská Maginotova linie či německý Atlantický val. Alpský val chránil celé hranice Itálie podél francouzských, rakouských a jugoslávských hranic, pouze na švýcarských hranicích byla opevnění podstatně slabší. Jeho specifickým rysem je umístění většiny objektů v horském terénu, nezřídka i v nadmořských výškách přesahujících 2000 metrů. Po připojení Rakouska k Třetí říši byla zintenzivněna výstavba na hranicích s Rakouskem, která pokračovala až do roku 1942, neboť Italové svému spojenci nedůvěřovali. Naopak výstavba opevnění na francouzských hranicích byla utlumována, a to zvláště po porážce Francie v roce 1940. Některé úseky opevnění ve Francii posloužily k obraně německých a fašistických jednotek proti Spojencům v roce 1944.

## Struktura Alpského valu

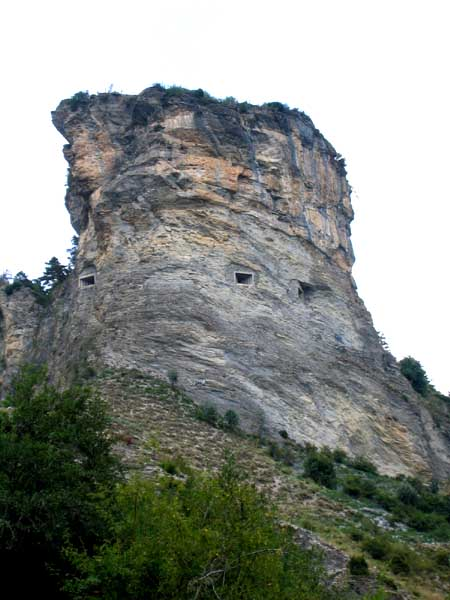
Kulometné střílny tvrze č. 243 (typ "15000"), zabudované do skalního útvaru Castel Tournou u města Tende v Přímořských Alpách (Francie)

Opevnění s ohledem na horský terén často netvořila souvislou linii, nýbrž pouze uzávěry důležitých průsmyků a údolí, členěné do značné hloubky od hranic. Jejich důležitou součástí byly vojenské silnice, lanovky a kasárna, tedy prvky, umožňující výstavbu a zásobování pevnostních objektů a fungování jejich posádek v obtížném horském terénu.
Základní organizační jednotkou Alpského valu byly sektory (settore), které se dělily na podsektory (sottosettore). Součástí každého sektoru byly opěrné body (caposaldo), schopné do jisté míry samostatné obrany, které se skládaly z jednotlivých tvrzí, samostatných objektů, úkrytů a kasáren. V některých případech bylo několik opěrných bodů součástí pevnostní skupiny (gruppo di capisaldi).

## Pevnostní objekty
Konstrukce bojových objektů vycházela z italských zkušeností s bojem v horských oblastech, které byly získány během první světové války a zřejmě také z poznatků, získaných průzkumem rakousko-uherských opevnění, jež se po první světové válce ocitla na italském území. Objekty byly většinou malé, velmi dobře maskované a zabudované do terénu, a to často do strmých skalních stěn. Jednotlivé objekty byly obvykle propojeny úzkými podzemními chodbami, které často přecházely do strmých schodišť. Na rozdíl od většiny tehdejších opevnění byly bojové objekty stavěny z prostého betonu, nikoli ze železobetonu. Jejich konstrukce byla stanovena instrukcemi, z nichž nejdůležitější byly instrukce 200, 7000 a 15000. Objekty, stavěné podle nejstarší instrukce, označované jako typ „200“ (centro) měly obvykle podobu malých tvrzí s jednoduchými vchody a malými objekty, vesměs určenými pro jedinou zbraň nebo pancéřovou kopuli. Dělostřelecké tvrze tohoto typu obvykle zahrnovaly několik děl, působících stejným směrem. Malé objekty typu „7000“ (postazione) byly samostatné (nebyly vybaveny podzemím) a byly určeny především k zesílení stávajících pevnostních linií. Modernější objekty typu „15000“ (opera) měly podobu tvrzí nebo velkých samostatných objektů se silnou výzbrojí (zvláště protitankovou). Některé z těchto objektů byly vyzbrojeny i dělostřeleckými zbraněmi.

## Výzbroj a vybavení objektů

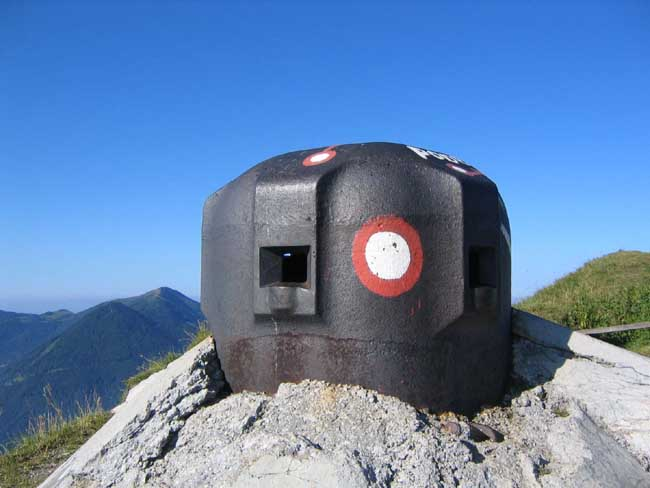
Pancéřový pozorovací zvon tvrze č. 1 (typ "200") na hoře Lajnar v podhůří Julských Alp (Slovinsko)

Nejdůležitější a nejpočetnější zbraní Alpského valu byly těžké kulomety několika typů, umisťované v pancéřovaných střílnách. Protitankovou obranu zajišťovaly staré lodní kanóny Nordenfelt ráže 57 mm, později pak protitankové kanóny ráže 47 mm. Dělostřelectvo tvořily především kanóny ráže 75 mm v několika typech lafet. Vzácně se vyskytovaly škodovácké houfnice ráže 100 mm a jen ojediněle minomety ráže 81 mm. Do objektů typu „200“ bylo instalováno množství čtyřstřílnových a jednostřílnových pancéřových kopulí a pozorovacích zvonů. Modernější objekty typu „15000“ byly pancéřovými prvky vybavovány jen zřídka, neboť v době jejich výstavby (1940-1942) trpěla Itálie silným nedostatkem oceli. Vnitřní vybavení objektů a tvrzí bylo skromné a zahrnovalo především malé generátory elektrické energie a ručně poháněné ventilační systémy.

## Dnešní stav opevnění

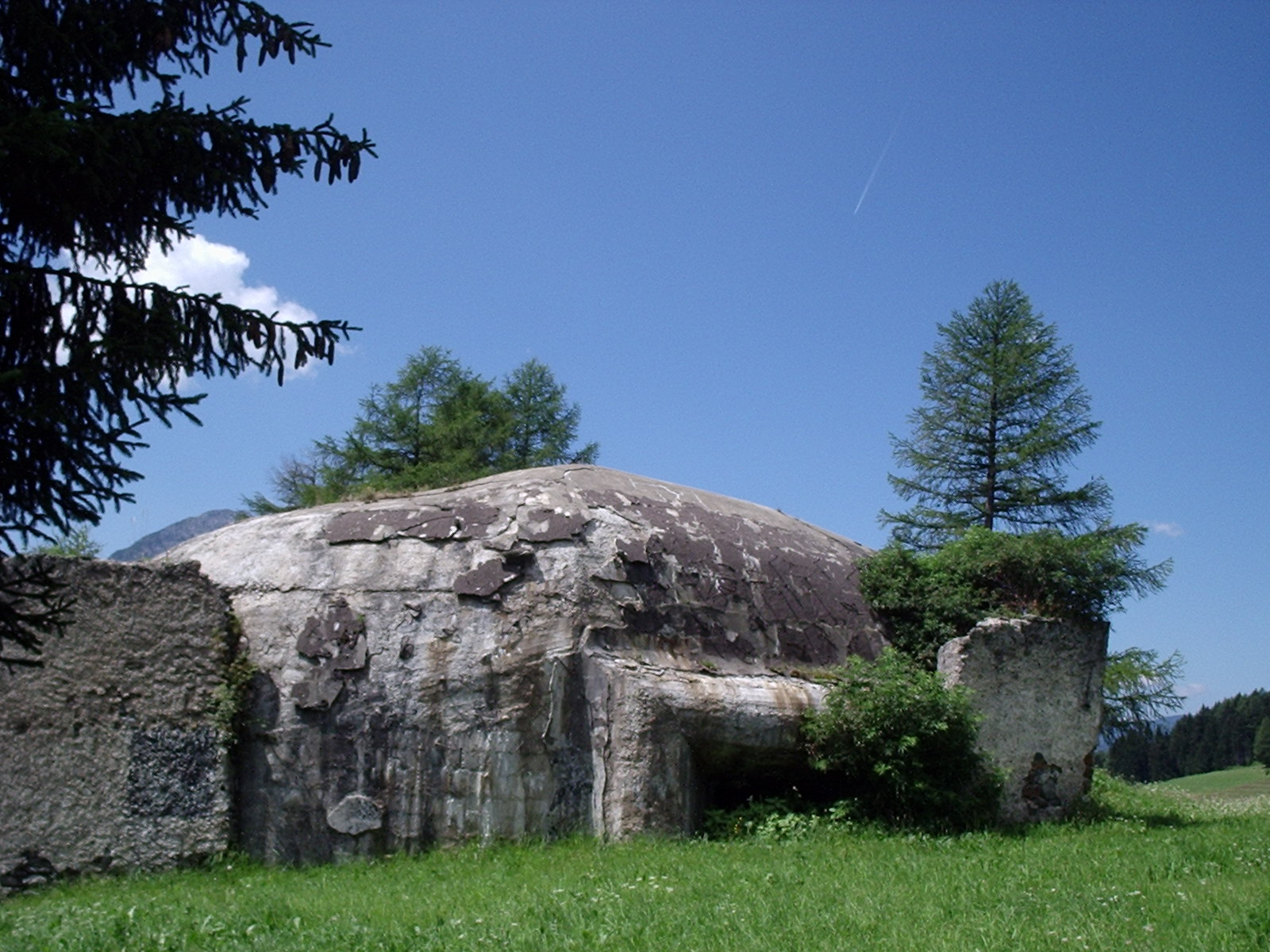
Bunkr poblíž Toblachu

V důsledku svého angažmá na straně Osy přišla Itálie po skončení druhé světové války o část svého území. Některé důležité části opevnění na západě se ocitly na území Francie a zbývající objekty byly zdemolovány. Na východě se všechna opevnění ocitla na území dnešního Slovinska a Chorvatska. Opevnění na rakouských hranicích zůstala na italském území a po válce byla znovu vyzbrojena a zesílena, aby se stala součástí obrany Severoatlantická aliance proti případnému útoku vojsk Varšavské smlouvy přes území neutrálního Rakouska. Podstatná část objektů Alpského valu se dochovala v dobrém stavu, a to včetně pancéřových prvků. Ve srovnání s jinými velkými pevnostními systémy patří Alpský val mezi málo probádaná opevnění. Pro své rozsáhlé podzemní prostory a umístění v neobydlených a zároveň malebných horských oblastech, jsou tyto pevnostní objekty atraktivním cílem milovníků vojenské historie a architektury.